# Antrodiaetus apachecus
Antrodiaetus apachecus är en spindelart som beskrevs av Coyle 1971. Antrodiaetus apachecus ingår i släktet Antrodiaetus och familjen Antrodiaetidae. Inga underarter finns listade i Catalogue of Life.